# Santuario della Madonna delle Grazie (Genova)
Il santuario della Madonna delle Grazie di Voltri, noto anche come San Nicolò, è un santuario dedicato alla Madonna delle Grazie situato all'interno della Villa Brignole Sale Duchessa di Galliera. È annesso ad un convento dei frati cappuccini dal 2009 utilizzato dalle monache clarisse itineranti.

## Storia
La leggenda fissa la fondazione del santuario al 67 d.C. a seguito della predicazione dei Santi Nazario e Celso, ma si presume che con ogni probabilità la sua costruzione sia del 343 secondo quanto contenuto su una lapide di recente memoria.
La chiesa era in origine l'antica parrocchia di San Nicolò di Voltri, citata dal 1205 ma certamente di origini assai più antiche. Aveva al fianco un ospitale per pellegrini di cui si hanno notizie dal 1368.
È probabile che antecedentemente avesse il titolo di Santa Croce, festività che tuttora vi si celebra e che per secoli ha coinciso con un mercato agricolo.
La chiesa venne assegnata nel 1568 alle cure dei cappuccini, che vi fondarono un convento.
Allontanati i frati in seguito alle leggi emanate dal regno di Sardegna, i religiosi poterono ritornarvi per iniziativa della duchessa di Galliera, che nel 1864 acquistò il complesso per continuarne l'uso come pantheon familiare e lo restituì agli antichi proprietari. La chiesa venne restaurata in stile neogotico fra il 1866 e il 1881, traendo verosimilmente ispirazione dalle strutture originarie dell'antica parrocchiale che ancora si conservano sotto la decorazione posticcia.

## Architettura e opere
L'edificio che ospita il santuario è a tre navate, affiancato da un poderoso campanile cuspidato. Non rientra infatti nei canoni dell'architettura cappuccina, sempre rispettosa delle regole costruttive codificate con le Costituzioni emanate nel 1536 e perfezionate nel 1575, che imponevano una semplice chiesa ad aula unica di contenute dimensioni e priva di decorazioni non funzionali alla preghiera e alla devozione.
Con i lavori ordinati dalla duchessa fu riorganizzata la facciata, che aveva in origine tre portali, e realizzate le volte a crociera all'interno, fino ad allora coperto con un tetto ligneo a vista.
Il quadro della Madonna con Bambino dell'altare maggiore apparteneva all'antica chiesa di San Nicolò: è un'opera commissionata nel 1502 al pittore milanese Corrado di Odone per la cappella della Madonna delle Grazie.
Alla fase tardottocentesca legata alla ristrutturazione della chiesa appartengono invece le tombe dei genitori della duchessa, Artemisia Negrone (1865) all'inizio della navata sinistra opera dello scultore Giovanni Battista Villa raffigurante la Carità, e Antonio Brignole Sale (1863), in quella di destra il cui busto in marmo è opera dello scultore francese August Dumont.
Dal 1866 vi è annessa una cripta funebre, realizzata su progetto dell'ingegner Gerolamo Patrone sotto il coro con accesso autonomo esterno; fu voluta dalla duchessa Maria Brignole Sale De Ferrari. In essa sono sepolti oltre a lei il marito Raffaele De Ferrari, il figlio Andrea, il padre Antonio ed altri suoi parenti.